# Martin Poch
Martin Poch (6. ledna 1984, Ostrov nad Ohří) je český básník oceňovaný za jedinečnou metaforiku ve své tvorbě. Absolvoval kombinované studium estetiky a komparatistiky na Filozofické fakultě Univerzity Karlovy v Praze. Pracuje v oblasti vzdělávání. V roce 2014 byl nominovaný na Cenu Jiřího Ortena.

## Život
Dětství prožil v obci Kovářská v Krušných horách a ve Slaném. V letech 1999 až 2003 žil v Rokycanech, kde vystudoval gymnázium. Od roku 2003 žije v Praze. Po maturitě nastoupil na obor národní hospodářství na VŠE v Praze, který po necelém semestru opustil, následně v letech 2004 až 2011 absolvoval kombinované studium estetiky a komparatistiky na Filozofické fakultě UK v Praze. Od roku 2009 pracuje v oblasti vzdělávání na pozicích tvůrce a manažer eLearningových kurzů. V současnosti je učitelem na 1. IT Gymnáziu v Praze-Satalicích.

## Tvorba
První básně veřejně prezentoval na internetových literárních serverech (pismak.cz a totem.cz), nejčastěji pod přezdívkou Swedish_Nigger. Později publikoval v časopisech A2, Tvar, revue Analogon, Weles aj. Několik esejí a recenzí bylo rovněž zveřejněno v časopisech Tvar, Host a Souvislosti. Martin Poch je ve své tvorbě oceňovaný za originální přirovnání, personifikace a synestezie. „Báseň určitě nechápu jako křížovku, ke které existuje tajenka. Jde mi spíš o to, aby čtenář vypnul základní interpretační metody, které zná i z běžného jazyka, a nechal se pohltit," říká o své tvorbě Martin Poch.

### Básnické sbírky
- Městys, dybbuk, Praha 2017
- Cesta k lidem, dybbuk, Praha 2015
- Jindřich Jerusalem, dybbuk, Praha 2013
- Běhařovská lhářka, Concordia, Praha 2009

### Ocenění
Martin Poch byl v roce 2014 nominován na Cenu Jiřího Ortena. Účastnil se antologií Nejlepší české básně 2013 (Host, Brno 2013) a 2019 (Host, Brno 2019).